# Rough Times
Rough Times ist das vierte Studioalbum der deutschen Psychedelic-Rock-Band Kadavar. Es wurde am 29. September 2017 über Nuclear Blast veröffentlicht.

## Entstehung
Im Januar 2017 begann die Band damit, sich in einem alten Fabrikgebäude ein eigenes Studio zu bauen. Das so genannt Blue Wall Studio liegt im Stadtteil Neukölln in der Nähe der Sonnenallee und ist rund 100 Quadratmeter groß. Zuvor nutzte die Band ein Studio im Stadtteil Wedding, das aber aufgegeben werden musste. Laut Sänger Christoph „Lupus“ Lindemann war das alte Studio zu klein, zu weit von den Wohnungen der Musiker entfernt. Darüber hinaus waren die Wände am schimmeln. Während im März die letzten Arbeiten erledigt wurden, begannen die Musiker mit dem Songwriting, für das die Band rund zwei Monate brauchte. Im Gegensatz zu den früheren Alben haben sich die Musiker das Songwriting aufgeteilt, da die Band hinter dem Zeitplan lag und die Musiker nicht zwanghaft zusammenarbeiten wollten. Im Gegensatz zum Vorgängeralbum Berlin wollten Kadavar laut „Lupus“ wieder zurück zu ihren Wurzeln. Die Lieder auf Berlin wären aufs Wesentliche konzentriert gewesen. Schlagzeuger Christoph „Tiger“ Bartelt ergänzte, dass bei der Band „eine Entspannung eingesetzt hätte“ mit dem Gefühl, „niemandem etwas mehr beweisen zu müssen“.
Das eigentliche Album wurde von den Musikern dann im Mai 2017 innerhalb von zwei Wochen aufgenommen, gemischt und gemastert. Das Lied Words of Evil wurde bereits 2016 auf der 7″-Single A Million Miles Away from Home veröffentlicht. Für die Aufnahmen verwendete Christoph „Tiger“ Bartelt seine alte 16-Spur-Tonbandmaschine, mit der er bereits die ersten beiden Kadavaralben aufgenommen hat und nach einem Defekt repariert werden konnte. Erneut wurde das Album komplett live aufgenommen. Jedes Lied wurde maximal dreimal aufgenommen. Der nach Meinung der Band beste Take kam dann auf das Album. Bei den letzten drei Titeln des Albums machten die Musiker einige Experimente, auf die sie gerade Lust hatten. Beispielsweise wurde das Lied You Found the Best in Me vom Southern Rock beeinflusst. Zwei der aufgenommenen Lieder wurden schließlich nicht für das Album verwendet, weil das Album laut „Lupus“ ansonsten auf zwei Langspielplatten hätte veröffentlicht werden müssen und „ein Album einfach auf eine Platte gehöre“. Die Reihenfolge der zehn Titel entspricht etwa der Entstehung der Lieder.

## Veröffentlichung
Das Albumcover ist eine Collage, die aus mehreren Magazinbildern zusammengeklebt wurde. Es zeigt ein Mädchen, das auf einer Art Hängematte liegt und sich sonnt. Ihr Gesicht wurde durch einen Totenkopf ersetzt und sie hat sich den Albumtitel in die Haut geritzt. Die Dualität des Bildes hat die Musiker laut Christoph „Tiger“ Bartelt an Motiv gereizt. Christoph „Lupus“ Lindemann bezeichnete das Bild als markant. Der bei Nuclear Blast für die Band zuständige A&R Andy Siry verglich das Bild mit einem Verkehrsunfall. Es wäre „nicht schön, aber man könne auch nicht weggucken“.
Vorab veröffentlichte die Band am 4. August 2017 die 7″-Single Die Baby Die. Auf der B-Seite befindet sich eine Coverversion des Liedes Helter Skelter von den Beatles. Helter Skelter ist auch als Bonustitel auf der Digipakversion des Albums zu finden. Für das Lied Die Baby Die wurde ein Musikvideo veröffentlicht. Das Video wurde mit Hilfe von Milan von der Band RotoR im Leipziger Felsenkeller mit Hilfe der Greenscreen-Technik aufgenommen. Am 29. August 2017 veröffentlichte die Band ein Musikvideo für das Lied Into the Wormhole, bei dem der Sänger der Band Aqua Nebula Oscillator David Sphaèros einen Gastauftritt hat.

## Hintergrund
Der Albumtitel wurde laut Schlagzeuger Christoph „Tiger“ Bartelt wegen seiner Doppeldeutigkeit gewählt. Für ihn selbst steht der Albumtitel stellvertretend für den Entstehungsprozess des Albums. Nachdem das Studio fertig gebaut war und er mit dem Songwriting begann fühlte er sich schlecht und leer. Er habe schlecht geschlafen und der Stress führte zu Versagensängsten. Christoph „Lupus“ Lindemann ergänzte, dass die drei Musiker regelgerecht durch die Hölle gegangen wären. Obwohl sich die Musiker viel Arbeit vorgenommen haben wäre die Entscheidung für das Pensum richtig.
Für Lindemann ist der Albumtitel eine Kritik an die jüngere Generation, die sich nicht dafür interessiert, Errungenschaften, die ihre Eltern sich erkämpfen mussten wie z. B. Frauenrechte, zu bewahren oder gegen äußere Einflüsse zu verteidigen. Stattdessen wäre es für viele Menschen wichtiger, sich in den Sozialen Medien selbst darzustellen. Dabei kritisiert er auch Fans, die sich bei Konzerten mit den Musikern fotografieren lassen um dann in den Sozialen Medien möglichst viele Likes zu bekommen. Lindemann bezeichnete solche Menschen als oberflächlich. Die Lieder Skeleton Blues, Vampires und Tribulation Nation befassen sich mit diesen Themen.
Das Lied Into the Wormhole philosophiert laut Christoph „Tiger“ Bartelt über Abkürzungen, um bei Lichtgeschwindigkeit das Gefühl des Glücks zu erreichen. Diese Abkürzung wäre ein Wurmloch. Das Lied The Lost Child bezieht sich sowohl auf die drei Musiker der Band, die ihre jeweilige Heimat verlassen haben um nach Berlin zu ziehen, als auch auf andere Menschen, die aus verschiedenen Gründen auf der Flucht sind. A l´Ombre du Temps wurde ursprünglich von Christoph „Tiger“ Bartelt auf Englisch geschrieben und dann von Simon „Dragon“ Bouteloup ins französische übersetzt und eingesprochen. In dem Lied geht es um Freundschaft.

## Rezeption

### Rezensionen
Laut Holger Stratmann vom deutschen Magazin Rock Hard sind Kadavar „jederzeit in der Lage, eher selten gewordene Alben-Komponenten wie euphorisches Zusammenspiel, Spontanität und magische Momente in die Waagschale zu werfen“. Die Band würde „einmal mehr die ausgetretenen Pfade des Retro-Rock überspringen“. Als Höhepunkt bezeichnete Stratmann das Lied Tribulation Nation, da „so erfrischend nur Musiker klingen können, denen es scheißegal wäre, was Kritiker und Plattenfirma sagen“. Stratmann vergab 8,5 von zehn Punkten. Laut Walter Scheurer vom Onlinemagazin Powermetal.de haben Kadavar „den Begriff künstlerische Freiheit immer mehr in den Fokus gerückt“. Die Band hat „ein gewissermaßen freigeistiges, weil immer wieder mit Überraschungsmomenten ausgestattetes, auf jeden Fall aber erneut gelungenes Teil vorgelegt“. Allerdings könnte man „herrlich über den Sound diskutieren“, ob dieser „authentisch“ oder „altbacken“ klingt. Scheurer vergab acht von zehn Punkten. Frank Thiessies vom deutschen Magazin Metal Hammer schrieb, dass man mit Rough Times „kommenden Generationen das Gefühl, Bedeutung und Geschmack der Spätsechziger und Siebziger vermitteln könnte“, da Kadavar „das Klassikerdestillat jener Ära kanalisiere“. Thiessies vergab fünf von sieben Punkten.

### Chartplatzierungen
| ChartsChartplatzierungen | Höchstplatzierung | Wochen |
| ------------------------ | ----------------- | ------ |
| Deutschland (GfK)        | 30 (1 Wo.)        | 1      |
| Österreich (Ö3)          | 43 (1 Wo.)        | 1      |
| Schweiz (IFPI)           | 71 (1 Wo.)        | 1      |